# Unleashed (musikalbum av Exilia)
Unleashed är det andra studioalbumet av den italienska metal-gruppen Exilia, utgivet den 24 maj 2004 på GUN Records. Albumet producerades av tyskarna The Resetti Brothers. På albumet återfinns bland annat singeln Stop Playing God som är Exilias hittills största hit.

## Låtlista
Alla låtar är skrivna av Exilia.
1. Coincidence – 3:40
2. Stop Playing God – 3:07
3. Day In Hell – 3:40
4. Underdog – 3:24
5. Mr. Man – 4:35
6. Starseed – 4:08
7. Shout Louder – 2:52
8. I Guess You Know – 3:49
9. Without You – 4:31
10. The World Is Fallin' Down – 3:45
11. Rise When You Fall – 3:32
12. Heaven's Gate – 3:26
13. Where I'm Wrong – 4:14

## Medverkande
Exilia:
- Masha Mysmane - sång
- Elio Alien - gitarr
- Frank Coppolino - bas
- Andrea Ge - trummor

Produktion:
- The Resetti Brothers - produktion, inspelning, mixning